# Adrien Rommel
Adrien Géry Rommel (Parijs, 4 augustus 1914 - Clichy, 21 juni 1963) was een Frans schermer.
Rommel won tijdens de Olympische Zomerspelen 1948 en 1952 de gouden medaille met het Franse floretteam. Rommel werd met het floretteam driemaal wereldkampioen.

## Resultaten

### Olympische Zomerspelen
| Jaar | Plaats   | Resultaten  |
| ---- | -------- | ----------- |
| 1948 | Londen   | floret team |
| 1952 | Helsinki | floret team |

### Wereldkampioenschappen schermen
| Jaar | Plaats      | Resultaten  |
| ---- | ----------- | ----------- |
| 1947 | Lissabon    | floret team |
| 1949 | Caïro       | floret team |
| 1950 | Monte Carlo | floret team |
| 1951 | Stockholm   | floret team |
| 1953 | Brussel     | floret team |
| 1954 | Luxemburg   | floret team |

1904: Fonst, Díaz, Van Zo Post ·
1920: Baldi, Costantino, A. Nadi, N. Nadi, Olivier, Puliti, Speciale, Terlizzi ·
1924: Cattiau, Coutrot, de Luget, Ducret, Gaudin, Jobier, Labatut, Perotaux ·
1928: Chiavacci, Gaudini, Guaragna, Pessina, Pignotti, Puliti ·
1932: Bondoux, Bougnol, Cattiau, Gardère, Lemoine, Piot ·
1936: Bocchino, Di Rosa, Gaudini, Guaragna, Marzi, Verratti ·
1948: Bonin, Bougnol, de Buhan, Lataste, d'Oriola, Rommel ·
1952: de Buhan, Lataste, Netter, Noël, d'Oriola, Rommel ·
1956: Bergamini, Carpaneda, Di Rosa, Lucarelli, Mangiarotti, Spallino ·
1960: Midler, Roedov, Sissikin, Svesjnikov, Zjdanovitsj ·
1964: Midler, Sissikin, Sjarov, Svesjnikov, Zjdanovitsj ·
1968: Berolatti, Dimont, Magnan, Noël, Revenu ·
1972: Dąbrowski, Godel, Kaczmarek, Koziejowski, Woyda ·
1976: Bach, Behr, Hein, Reichert, Sens-Gorius ·
1980: Bonin, Boscherie, Flament, Jolyot, Pietruszka ·
1984: Borella, Cerioni, Cipressa, Numa, Scuri ·
1988: Aptsiaoeri, Ibragimov, Koretsky, Mamedov, Romankov ·
1992: Koch, Schreck, Wagner, Weidner, Weißenborn ·
1996: Mamedov, Pavlovitsj, Sjevtsjenko ·
2000: Ferrari, Guyart, Lhotellier, Plumenail ·
2004: Cassarà, Sanzo, Vanni, Zennaro ·
2012: Valerio Aspromonte, Avola, Baldini, Cassarà ·
2016: Achmatchoezin, Safin, Tsjeremisinov ·
2020: Le Péchoux, Lefort, Mertine, Pauty ·
2024: Iimura, Matsuyama, Shikine, Nagano